# Staustufe Augst/Wyhlen

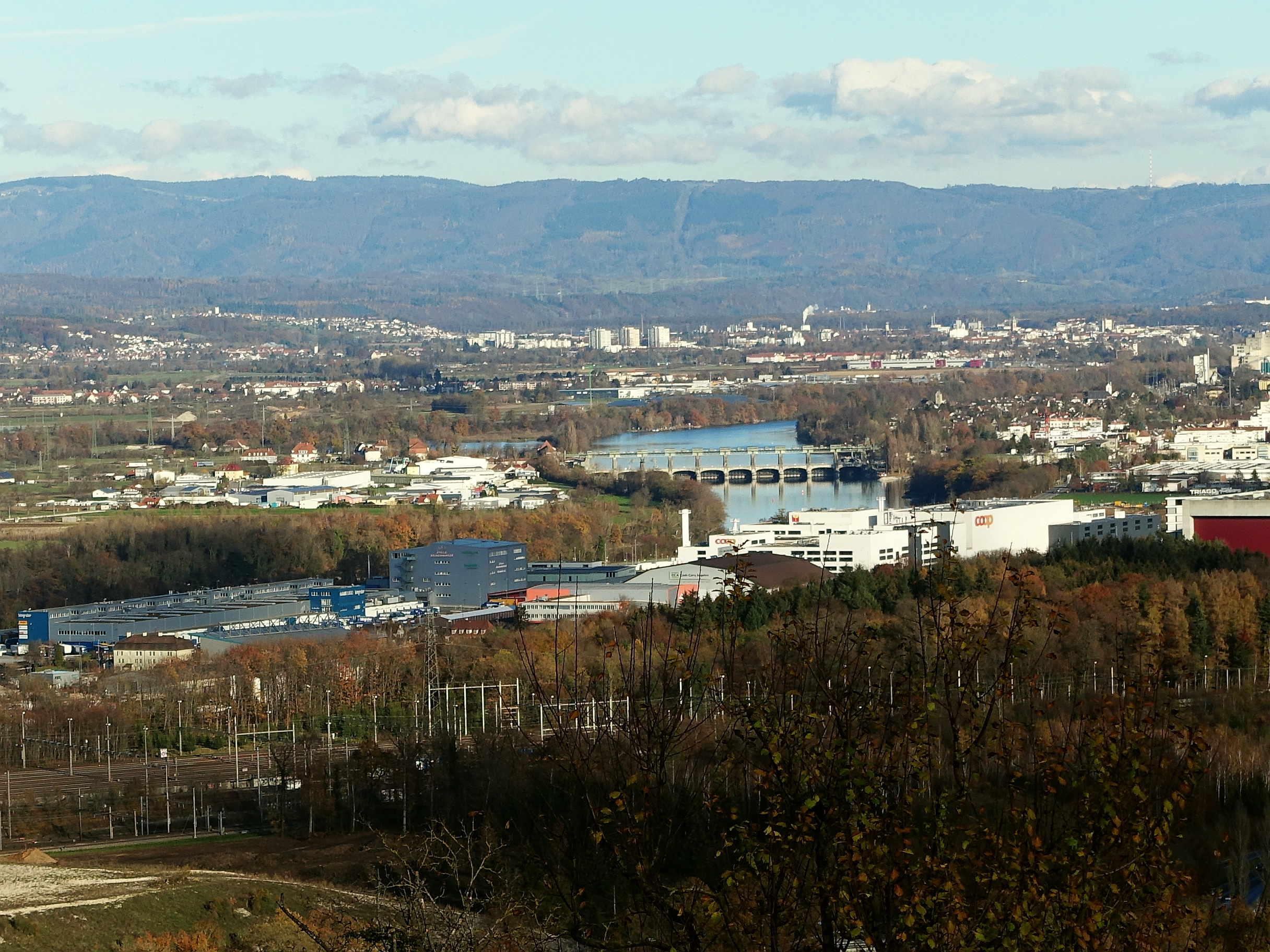
Panoramablick von der vorderen Ruine Wartenberg in Muttenz zur Staustufe Augst/Wyhlen

Die Staustufe Augst/Wyhlen am Rhein umfasst die Laufwasserkraftwerke Augst und Wyhlen sowie die Schleuse Augst.

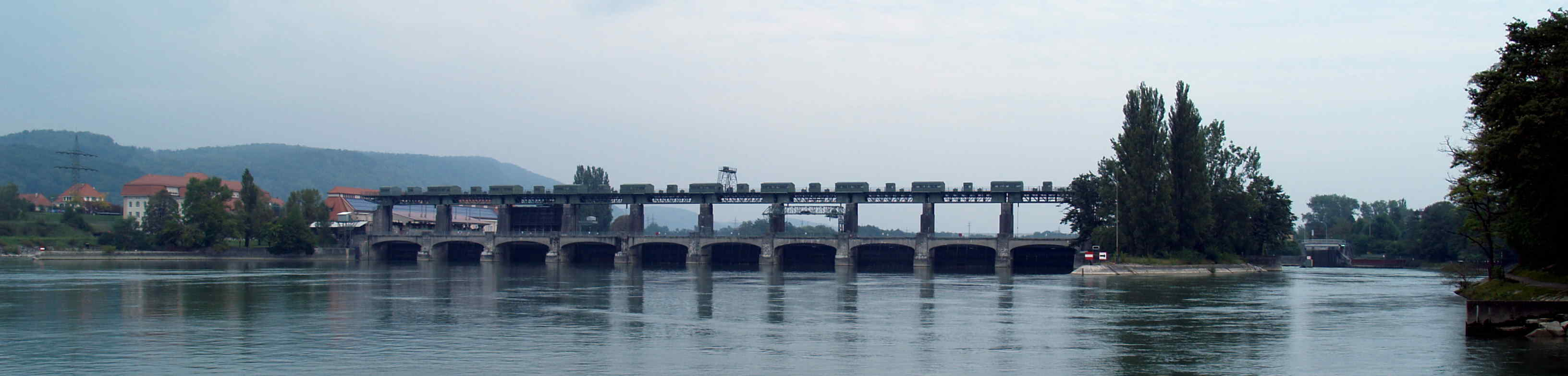
Gesamtsicht von der Unterwasserseite; von rechts nach links; Schleuse Augst, Kraftwerk Augst (durch Bäume verdeckt), Stauwehr, Kraftwerk Wyhlen, Unterwerk Wyhlen

Auf der Südseite des Rheins, gleich oberhalb des Stauwehrs, mündet die Ergolz, sie bildet hier auch die Grenze zwischen der Gemeinde Augst im Kanton Basel-Landschaft und Kaiseraugst im Kanton Aargau. Auf der Nordseite des Rheins befindet sich die Gemeinde Grenzach-Wyhlen. Genau in der Mitte des Stauwehrs verläuft die Grenze zwischen Deutschland und der Schweiz.
Die beiden Wasserkraftwerke Augst und Wyhlen wurden zwischen 1908 und 1912 zusammen erbaut. Die Oberbauleitung lag beim Ingenieur P. Miescher, die Bauleitung der einzelnen Abschnitte war wie folgt verteilt: Über das Stauwehr hatte sie der Ingenieur G. Hunziker, die Maschinenhäuser, der Ablaufkanal und die Schifffahrtsschleuse oblagen dem Ingenieur O. Boßhard, die Maschinen und die elektrische Ausrüstung oblagen dem Ingenieur und Direktor E. Oppikofer.
Heutiger Betreiber des Kraftwerks Augst ist die Kraftwerk Augst AG (KWA), ein Mitglied der Axpo. Die Anteile der KWA werden zu 80 % von der vollständig im Besitz des Kantons Aargau befindlichen AEW Energie AG, Aarau, zu 20 % vom Kanton Basel-Landschaft gehalten. Betreiber des Kraftwerks Wyhlen ist die Energiedienst Holding, Laufenburg AG, deren Anteile seit 2003 mehrheitlich von der EnBW, Karlsruhe, gehalten werden.

## Rechtlicher Hintergrund
Die grundsätzliche Bewilligung zur Errichtung einer Wasserkraftwerksanlage im Rhein bei Augst wurde von der Regierung des Kantons Aargau am 20. April 1907 erteilt. Diese war notwendig, weil 84,4 % des nutzbaren Gefälles auf der Schweizer Seite im Kanton Aargau liegen. Die Konzession für das Kraftwerk wurde vom Kanton Basel-Landschaft am 20. April 1907 erteilt. Der Genehmigungsbescheid des badischen Bezirksamtes wurde am 16. März 1907 erteilt. Die Stauerhöhung auf Kote 264,0 wurde von schweizerischer Seite am 23. Dezember 1925, von badischer Seite am 30. August 1926 erteilt. 1949 war die Stauerhöhung auf Kote 264,1 erteilt, aber noch nicht umgesetzt. Die erste Konzession wurde für 80 Jahre erteilt und lief bis 6. Februar 1988.

## Staustufe
Das Stauwehr der Staustufe Augst/Wyhlen hat bei einer Länge von 212 Metern zehn Schütze. Ein einzelnes Schütz wiegt rund 100 Tonnen.
Die Verantwortung für den Bau des Stauwehres oblag dem Ingenieur G. Hunziker, die Fundierungs- und Mauerwerksarbeiten waren aufgeteilt: Die Wehröffnungen 1 und 2 wurden von der Buss A.G. aus Basel gebaut, die Wehröffnungen 3 bis 10 von der A.G. Conrad Zschokke aus Aarau. Die Schütze und der Dienststeg wurden von der Buss A.G. erbaut und die Wehrbrücke von Maillart & Cie.

## Kraftwerk Augst

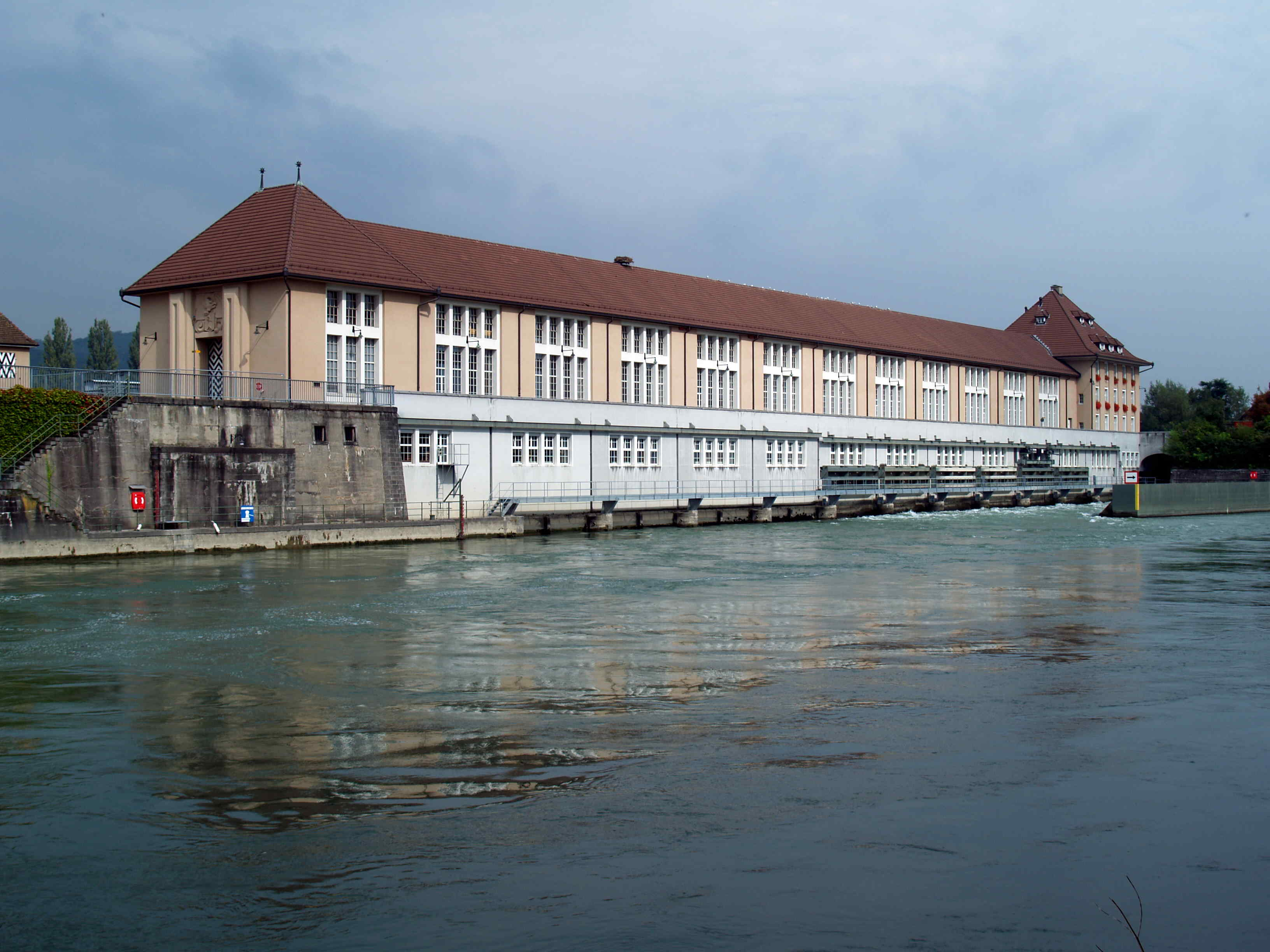
Kraftwerkshalle Augst

Von den ehemals zehn Francisturbinengruppen und zwei Erregergruppen, sind noch zwei in Betrieb, die restlichen wurden durch sieben Anfang der 1990er-Jahre eingebaute Straflo-Turbinengruppen ersetzt. Die Francis- und Straflo-Turbinen sind baugleich mit denen des Kraftwerkes Wyhlen.
Beim Maschinenhaus führte die Buss A.G. aus Basel die Tiefbauarbeiten aus, während das Unternehmen Gebrüder Stamm aus Basel die Hochbauten errichtete. Die Turbinen wurden von Escher & Wyss geliefert. Die Einlaufschütze und Rechen wurden von der Buss A.G., Von Rollsche Eisenwerke und J. Rüger & Cie erbaut. Acht der zehn Drehstromgeneratoren sowie alle Erregermaschinen wurden von der Elektrizitätsgesellschaft Alioth bezogen. Die restlichen zwei Drehstromgeneratoren sowie die Erregerumformergruppe stammen von Brown, Boveri & Cie. in Baden. Die elektrische Schaltanlage lieferte die Maschinenfabrik Oerlikon. Die elektrischen Kabel wurden von den Kabelwerken Brugg geliefert. Die Krananlage wurde von der Maschinenfabrik St. Jakob in Basel hergestellt.

## Kraftwerk Wyhlen

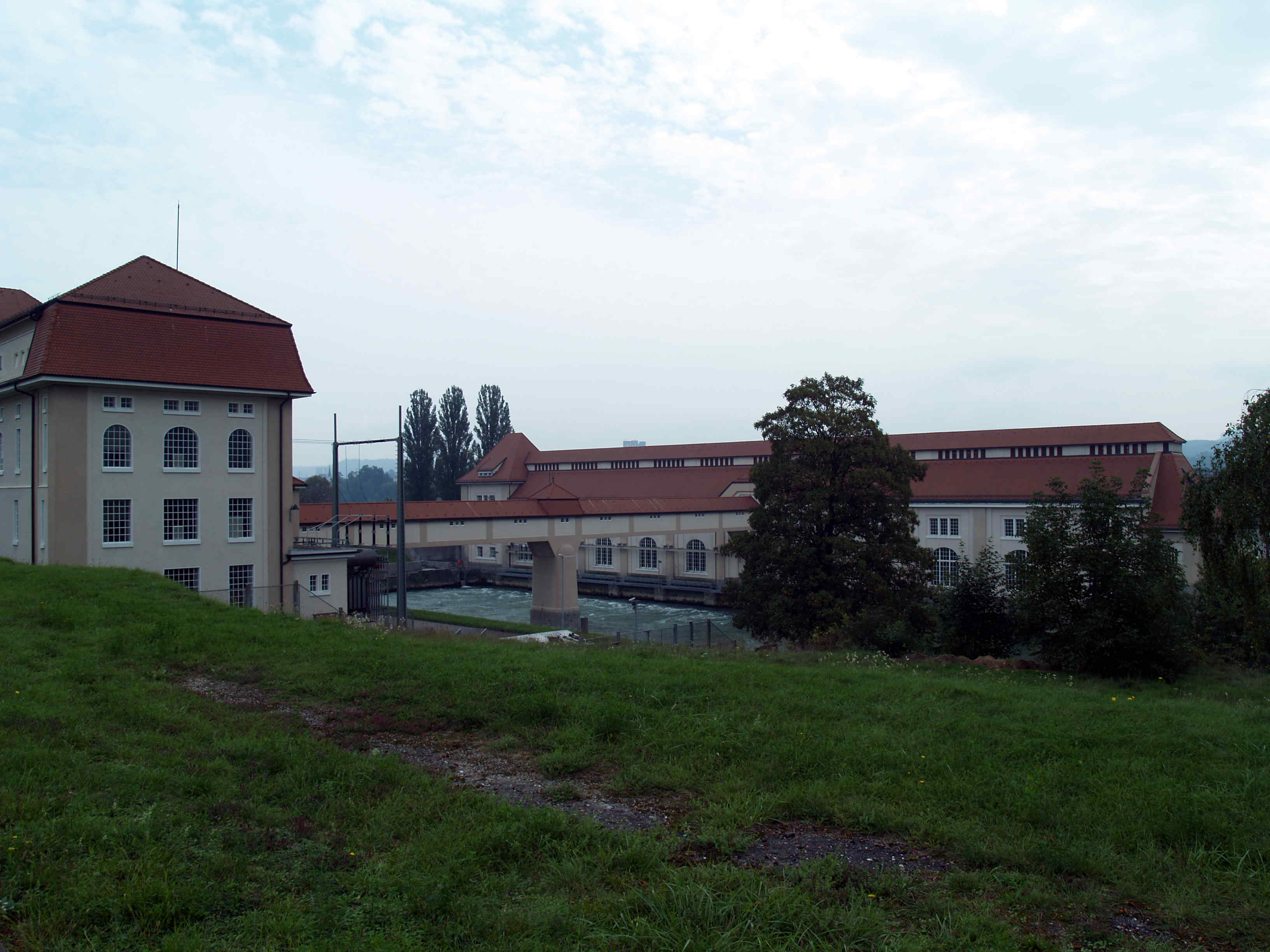
Maschinenhalle des Kraftwerks Wyhlen mit Brücke zur Transformatorenhalle

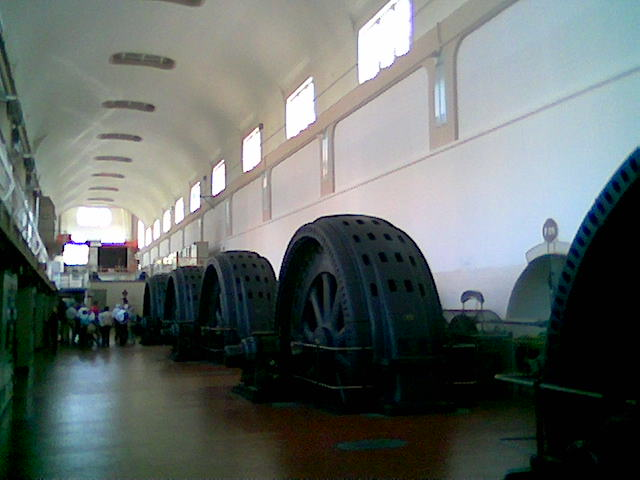
Blick in die Maschinenhalle des Kraftwerks Wyhlen

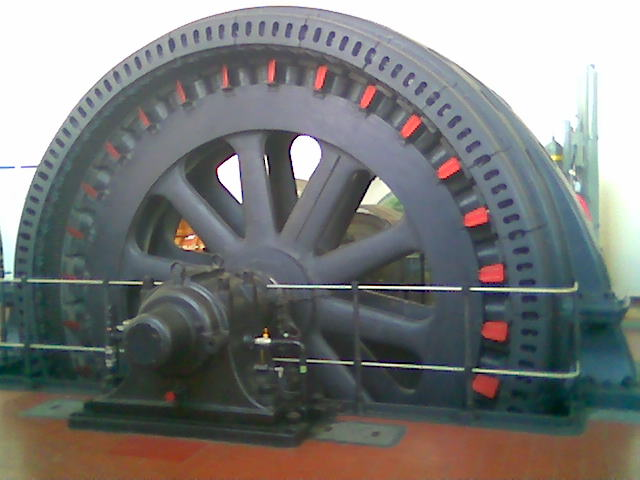
Generator in der Maschinenhalle des Kraftwerks Wyhlen

Von den ehemals zehn Francisturbinengruppen sowie zwei Erregergruppen sind noch fünf in Betrieb, die anderen wurden durch sechs Anfang der 1990er-Jahre eingebaute Straflo-Turbinengruppen ersetzt. Die Francis- und Straflo-Turbinen sind baugleich mit denen des Kraftwerkes Augst.
Auf dem Dach der Maschinenhalle Wyhlen befindet sich eine Photovoltaikanlage mit einer Fläche von 720 m² und einer Jahresleistung von ca. 70 000 kWh. Seit Dezember 2017 entsteht auf dem Kraftwerksgelände eine Power-to-Gas-Pilotanlage zur klimaneutralen Produktion von Wasserstoff unter Verwendung von Strom aus Wasserkraft.

## Hydrologische Daten
| Einzug des Kraftwerks (Rhein)                      | 35 000 km³ |
| Mittlere Jahresabflussmenge (Mittelwert 1935–1993) | 1 032 m³/s |
| Konzessionswassermenge (Augst + Wyhlen)            | 1 500 m³/s |
| Bemessungshochwasser                               | 5 500 m³/s |
| Bruttofallhöhe                                     | 4,5–6,7 m  |

## Maschinendaten

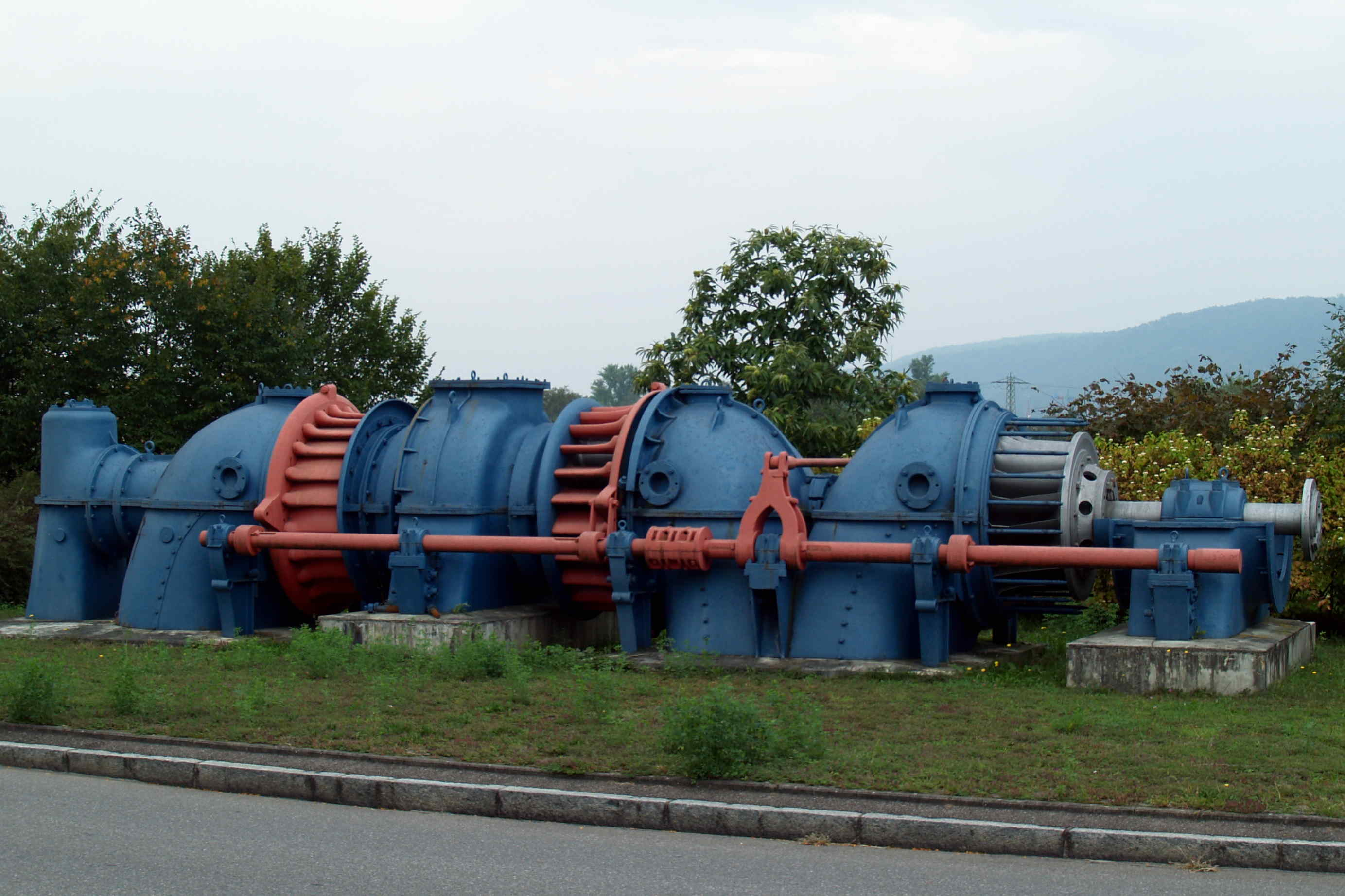
Eine ausgebaute Francisturbinengruppe des Kraftwerks Wyhlen – es sind nur 3 der 4 Turbinenräder aufgestellt.

| Typ                                           | Straflo      | Francis    |
| --------------------------------------------- | ------------ | ---------- |
| Einbau (Jahr)                                 | Anf. 1990er  | 1908–1912  |
| Durchfluss je Gruppe                          | 94 m³/s      | 40 m³/s    |
| Maximale Leistung je Gruppe                   | 5,45 MW      | 2,0 MW     |
| Nenndrehzahl                                  | 93,75/min    | 107,14/min |
| Anzahl Turbinenräder je Gruppe                | 1            | 4          |
| Anzahl Laufschaufeln (nicht beweglich) je Gr. | 4            | 4 × 17     |
| Anzahl Leitschaufeln (beweglich) je Gr.       | 18           | 4 × 20     |
| Lage der Turbinenachse                        | geneigt 6,5° | horizontal |
| Laufraddurchmesser                            | 3,8 m        | 1,5 m      |

## Schleuse Augst

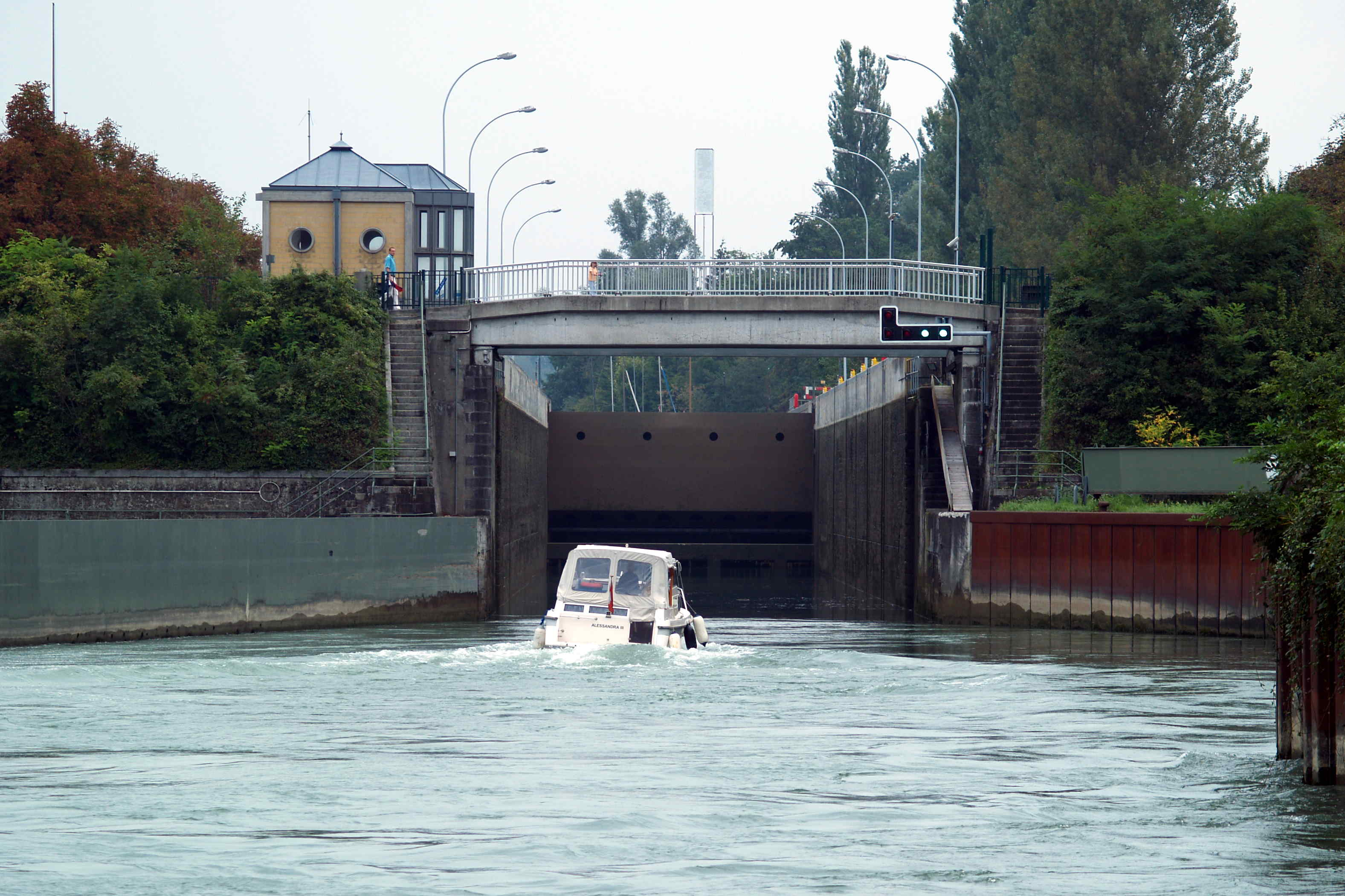
Ein kleines Schiff fährt in die Schleuse Augst ein.

Die Grossschifffahrtsschleuse war ursprünglich 90 Meter lang und 12 Meter breit. Die Gründungs- und Mauerwerksarbeiten wurden durch die Buss A.G. und P. & S. Jardini ausgeführt. Die Stemmtore und Umlaufschütze wurden vom MAN-Werk Gustavsburg bezogen und durch die Buss A.G. montiert. Das Windwerk stammt ebenfalls vom Werk Gustavsburg, die Windwerkmotoren stammen von der Elektromotoren A.G in Birsfelden.
Die ursprüngliche Schleuse wurde 1992 durch einen Neubau ersetzt. Dadurch ging ihre Besonderheit mit den schrägen Schleusenkammerwänden verloren. Die neue Schleuse hat eine Nutzlänge von 110 Metern, gegenüber 88 Metern der alten. Die Nutzbreite blieb bei 12 Metern. Der Umbau kostete rund 200 Millionen Schweizer Franken. Es ist die letzte Grossschleuse im Hochrhein, oberhalb ist der Rhein noch bis zu der alten Brücke von Rheinfelden von Grossschiffen befahrbar. Die Schleuse wird vom Kursschiff Basel–Rheinfelden im Hochsommer je Richtung 2 mal durchfahren. Sie kann ferngesteuert werden und ist normalerweise durch keinen Schleusenwärter besetzt.

## Fischtreppen

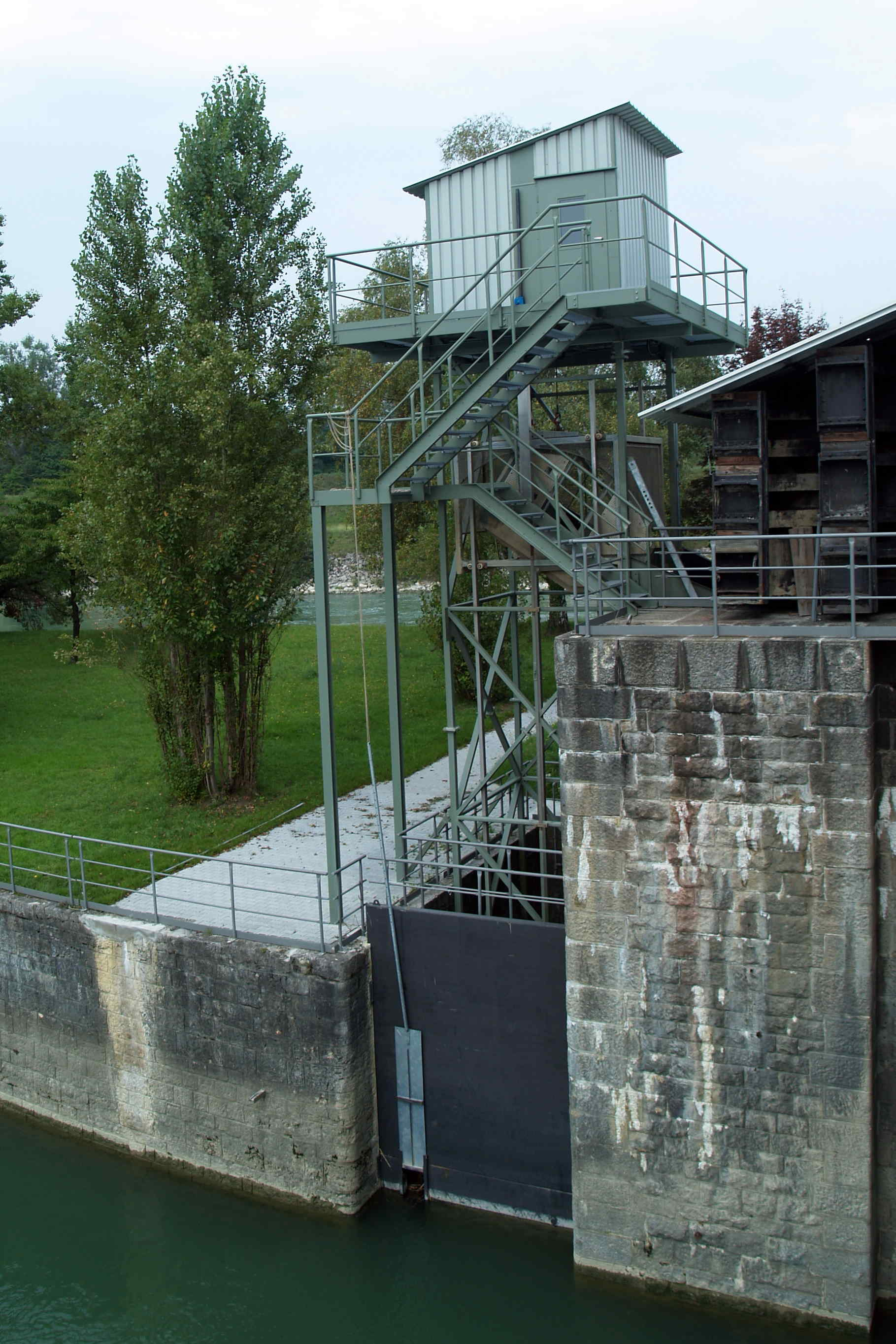
Fischlift

Die gesamte Anlage hat vier Aufstiegsmöglichkeiten für die Fische. Beidseitig am oberen Ende der Maschinenhalle befindet sich je eine Fischtreppe, dort von der hintersten Ecke des Unterwassers neben den Gebäuden zum Oberwasser. Auf der Westseite der Kraftwerkshalle Wyhlen beim Wehr, befindet sich der erste reguläre Fischlift am Hochrhein. Die Fische benutzen auch die Möglichkeit über die Schleuse Augst vom Unterwasser ins Oberwasser zu gelangen. Die Schleuse wird während der Fischzugzeit (April bis Oktober) regelmässig auch ohne Schiffe geflutet und geleert, um den Fischen die Möglichkeit zu geben, das Wehr und die Maschinenhäuser zu umschwimmen.

## Umgebung
Durch den Bau der Kraftwerke wurde der Rhein um rund acht Meter aufgestaut, was eine Veränderung der ehemaligen Flusslandschaft mit sich brachte. Dennoch ist heute der Landschaft nicht anzusehen, dass es sich um eine künstliche handelt. Der aufgestaute Altarm oberhalb des Rheins auf der Seite der Gemeinde Wyhlen ist ein Naturschutzgebiet. Über das Wehr ist seit dem Schengener Abkommen der Grenzübertritt für Fussgänger oder Fahrradfahrer ganztägig offen, davor nur von 5/6 Uhr – 22 Uhr. Zusammen mit der Fähre Kaiseraugst–Herten ist so eine Rundwanderung möglich und auch ausgeschildert. Entlang dieses Weges sind viele Hinweistafeln aufgestellt, welche über die Natur, das Schutzgebiet, die Geschichte des Kraftwerks und des Rheins, sowie über die Kraftwerke selber Auskunft geben.